# 104
Năm 104 là một năm trong lịch Julius. 

## Mất
- Martial, nhà thơ La Mã